# Zakrzewek (powiat włocławski)
Zakrzewek – zniesiona nazwa wsi w Polsce, położona w województwie kujawsko-pomorskim, w powiecie włocławskim, w gminie Choceń.
W latach 1975–1998 miejscowość należała administracyjnie do województwa włocławskiego.
Nazwa miejscowości została zniesiona z 2022 r.
Według Narodowego Spisu Powszechnego z 2011 roku, liczyła 130 mieszkańców.